# A la valenciana
Compromís-Podemos-EUPV: A la valenciana (sigles: Podemos-Compromís-EUPV) és una coalició electoral valenciana formada per Coalició Compromís, Podem del País Valencià i Esquerra Unida del País Valencià, que es va establir al maig 2016 per concórrer a les eleccions generals espanyoles de 2016. L'aliança és la successora de la coalició És el moment, que va concórrer a les eleccions generals espanyoles de 2015.
El nom de l'aliança, A la Valenciana, fa referència al tipus de coalició de govern que Podem i Compromís van proposar al PSOE després de les eleccions generals de 2015. Esta proposta es basava en l'acord assolit al País Valencià entre el Partit Socialista del País Valencià i Compromís després de les eleccions a les Corts Valencianes de 2015, que va permetre que els seus respectius candidats, Ximo Puig i Mònica Oltra, es convertiren en el president i la vicepresidenta del Consell de la Generalitat Valenciana.

## Membres de la coalició
| Partit | Partit                                     | Partit                            |
| ------ | ------------------------------------------ | --------------------------------- |
|        | Coalició Compromís (Compromís)             |                                   |
|        |                                            | Bloc Nacionalista Valencià (Bloc) |
|        | Iniciativa del Poble Valencià (IdPV)       |                                   |
|        | Verds Equo del País Valencià (VerdsEquo)   |                                   |
|        | Gent de Compromís (Gent)                   |                                   |
|        | Podem Comunitat Valenciana (Podemos/Podem) |                                   |
|        | Esquerra Unida del País Valencià (EUPV)    |                                   |

Segons el document de coalició de la Junta Electoral Central el portaveu del grup parlamentari correspondrà a Compromís, el primer portaveu adjunt a Podem i el segon portaveu adjunt a EUPV. En la llista electoral al Congrés per les províncies de València i Castelló, Compromís ocuparà els llocs imparells, excepte el cinquè i el tercer respectivament, que correspondran a EUPV, mentre que Podem tindrà els posats parells.
- En la llista electoral al Congrés per Castelló, Compromís els llocs 1 i 5, Podem ocuparà els llocs 2 i 4 i EUPV el lloc 3.

- En la llista electoral al Congrés per València, Compromís els llocs 1, 3 i 7, Podem ocuparà els llocs 2, 4 i 6 i EUPV el lloc 5.

- En la llista electoral al Congrés per Alacant, Podem ocuparà els llocs 1, 3 i 5, Compromís els llocs 2 i 4 i EUPV el lloc 6.[3]

## Resultats electorals
| Eleccions al Congrés dels Diputats | Eleccions al Congrés dels Diputats | Eleccions al Congrés dels Diputats | Eleccions al Congrés dels Diputats | Eleccions al Congrés dels Diputats | Eleccions al Congrés dels Diputats |
| Any                                | Vots                               | %                                  | Pos.                               | Diputats                           | Senadors                           |
| ---------------------------------- | ---------------------------------- | ---------------------------------- | ---------------------------------- | ---------------------------------- | ---------------------------------- |
| 2016                               | 655.895                            | 25,37                              | 2n                                 | 9 / 350                            | 3 / 12                             |

La distribució dels diputats va ser la següent: 4 diputats de Podem, 4 de Compromís i 1 d'EUPV.